# Gustave Clément-Simon
Pour les articles homonymes, voir Clément.
Gustave Clément-Simon, né le 4 juillet 1833 à Tulle et mort le 1er février 1909 à Paris, est un magistrat, bibliophile et historien français.

## Biographie
Gustave Clément-Simon est le fils de Frédéric Auguste Simon et de Marie Jeanne Joséphine Clément-Daubart. Marié à Anne Marie de Rouilhan, il est le père de l'ambassadeur Frédéric Clément-Simon (de).
Après avoir suivi son droit, il rentre dans la magistrature, débutant comme juge suppléant puis substitut à Tulle. Il passe procureur impérial à Chambon puis Auch, avocat général près la Cour d'appel d'Agen puis celle de Pau. Nommé procureur général près la Cour d'appel d'Aix-en-Provence en 1877, puis à Agen en 1879, il donne sa démission cette même année à la suite de la victoire des Républicains.
Propriétaire du château de Bach à Naves et bibliophile, Clément-Simon se consacre alors aux travaux historiques et constitue le plus important fonds privé de la Corrèze.
Il est l'un des fondateurs de la Société des lettres, sciences et arts de la Corrèze en 1878. 

## Publications
- La Gaîté de Baluze. Documents biographiques et littéraires, 1888
- François de Grenaille, sieur de Chateaunières, notice biographique et bibliographique, suivie de Noël Paschal, ou Hymne sacro-burlesque pour l’heureux avènement de Mgr de Tulle en son évêché: 1654, par le sieur de Chateaunières [...], 1895
- L'abbé de Lagarde, la société tulloise au temps de Mascaron..., 1900
- Alain d'Albret et la succession de Bretagne, 1874
- Charlotte de Maumont, fille d'honneur de la reine Éléonore, femme de François Ier, 1889
- Les Duhamel, sculpteurs tullois du XVIIe siècle, 1892
- L'Exil de Voltaire à Tulle, 1716, 1896
- Histoire du Collège de Tulle depuis son origine jusqu'à la création du lycée (1567-1887), 1892
- J.-C. Jumel, le Père Duchêne de la Corrèze, 1889
- Jean de Selve, premier président du Parlement de Paris, négociateur du traité de Madrid, 1895-1905
- La maréchale de Saint André et ses filles, 1896
- Notice de quelques livres des premiers imprimeurs de Limoges, 1895
- La prise de Tulle par Jean de La Roche, capitaine de routiers, le jour de la Fête-Dieu (30 mai 1426), 1895
- Recherches sur l'histoire civile et municipale de Tulle avant l'érection du Consulat, 1904-198
- Un siècle de vie ecclésiastique en province : La réforme catholique du XVIIe siècle dans le diocèse de Limoges, 1906
- Le testament du maréchal Blaise de Monluc, 1872